# Ron MacIvor
Ronald William „Ron“ MacIvor (* 23. März 1951 in Edinburgh; † Dezember 2021 ebenda) war ein schottischer Fußballspieler.

## Karriere
MacIvor betätigte sich in seiner Jugendzeit neben dem Fußballsport auch erfolgreich als Boxer und gewann 14-, 15- und 16-jährig nationale Boxtitel. Nach seiner Schulzeit spielte er zunächst für die Peebles Rovers, bevor er zur Saison 1971/72 zu Bonnyrigg Rose Athletic kam, einem der stärksten Teams des schottischen Junior Football. Dort machte er nachhaltig auf sich aufmerksam, als er mit Bonnyrigg das Finale um den Scottish Junior Cup erreichte. Gegen Titelverteidiger Cambuslang Rangers unterlag man trotz eines Treffers von MacIvor im Wiederholungsspiel im Hampden Park mit 2:3.
Bereits zuvor war MacIvor vom schottischen Erstligisten FC East Fife unter Vertrag genommen worden, mit dem er in seiner ersten Saison als Tabellenneunter in der oberen Tabellenhälfte abschloss und sich damit auch für den Texaco Cup qualifizierte. Die zweite Spielzeit verlief sportlich weniger positiv, aber MacIvor eroberte in seiner zweiten Saison bei East Fife einen Stammplatz im Team. Gegen den englischen Vertreter FC Burnley verlor man in der ersten Runde des Texaco Cups 2:10 in der Addition und in der Liga stand am Saisonende als Tabellenvorletzter der Abstieg in die Division Two. Eines der wenigen Saisonhighlights verlebte man im Oktober 1973, als man zum ersten und bis heute einzige Male eine Ligapartie bei den Glasgow Rangers siegreich beendete. Infolge einer Ligareform qualifizierte man sich dort als Tabellenfünfter für die neu eingeführte Scottish Football League First Division, die ebenfalls als zweithöchste Ligaebene diente. Dort gelang in der Folge zwei Mal knapp der Klassenerhalt, im Scottish FA Cup 1976/77 erreichte man zudem das Viertelfinale und scheiterte dort erst im Wiederholungsspiel an den Hearts. 1978 stand als abgeschlagener Tabellenletzter der Abstieg in die Drittklassigkeit. Nach einer Saison im schottischen Drittligafußball, in der ihm im November 1978 für seine langjährigen Verdienste gemeinsam mit Billy Gillies gegen Heart of Midlothian ein „Testimonial“ zuteilwurde, lehnte er nach acht Toren in 179 Ligaspielen in der Sommerpause 1979 eine neuerliche Vertragsverlängerung ab.
Ende September 1979 zeigte der englische Viertligist Wigan Athletic Interesse an einer Verpflichtung, bei denen kurz zuvor Noel Ward längerfristig mit einem Beinbruch ausgefallen war. MacIvor wechselte schließlich in den Nordwesten Englands und folgte damit seinem wenige Monate zuvor gewechseltem Mannschaftskollegen Colin Methven nach. Sein Debüt im englischen Profifußball gab MacIvor im Oktober 1979 bei einer 1:3-Niederlage gegen die Doncaster Rovers, in der Partie war er auch als Torschütze erfolgreich. Dennoch musste der beidseitig auf den Außenbahnen einsetzbare Defensivakteur bis Februar 1980 warten, ehe er zu zwei weiteren Ligaeinsätzen kam. Sein Vertrag wurde am Saisonende nicht verlängert und MacIvor ließ sich reamateurisieren und kehrte kurzzeitig nach Schottland zu Bonnyrigg zurück, bevor er nach Australien auswanderte und dort 1981 fußballerisch noch für einige Partien bei Preston Makedonia in der National Soccer League in Erscheinung trat.
Parallel zu seiner Fußballerlaufbahn, während der er bis auf seine Zeit in Wigan als Teilzeitprofi oder Amateur aktiv gewesen war, absolvierte MacIvor erfolgreich eine Lehre zum Elektroinstallateur und verdiente in diesem Beruf auch seinen Lebensunterhalt.